# بصلة
البصلة أو الدَّوْفَصَة (بالإنجليزية: Bulb)‏ ساق نباتية متحورة تنمو تحت الأرض ويخزن فيها النبات غذاءه وبها تنتقل حياته من جيل إلى آخر.
تعد البصلة أسلوباً من أساليب التكاثر اللاجنسي لدى بعض أنواع النبات مثل أبصال الزينة والبصل والثوم والزنبق والتوليب والنرجس.

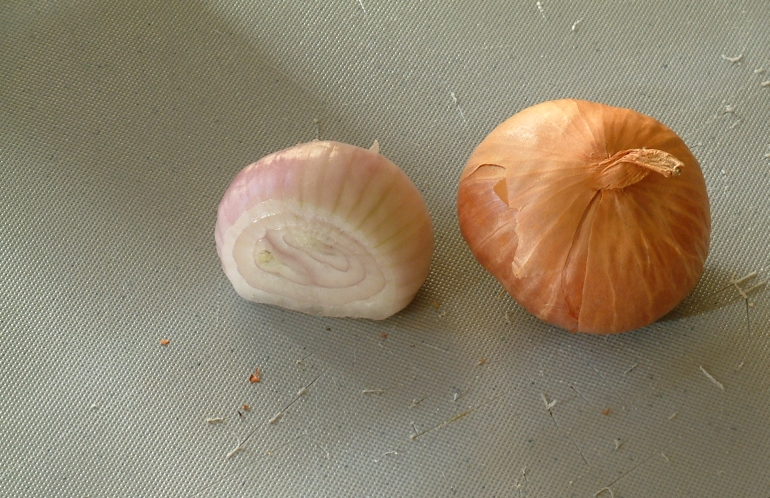
شرائح بصلة وبصلة كاملة.